# Nemoria parcipuncta
Nemoria parcipuncta là một loài bướm đêm trong họ Geometridae.